# Obies Communal Cemetery
Obies Communal Cemetery is een Britse militaire begraafplaats gelegen in de Franse plaats Obies (Noorderdepartement). De begraafplaats wordt onderhouden door de Commonwealth War Graves Commission.
De begraafplaats telt 10 geïdentificeerde Gemenebest graven uit de Eerste Wereldoorlog.